# Жеђ (будизам)
Танха (пал. तण्हा taṇhā) или трсна (санск. तृष्णा tṛṣṇā) је будистички појам који дословно значи жеђ, а пренесено жељу или жудњу.
Корен свих појава јесте жеља.— Сидарта Гаутама
Жудња је снажан и истрајан порив да се доживи или поседује нешто. Према Буди, жудња је један од два узрока патње; други је незнање.
Према Будином учењу, постоје три врсте жеђи: жеђ за чулним задовољствима, жеђ за постојањем и жеђ за непостојањем. Сматра се да је жеђ дубоко усађена у људској природи и да доноси све недаће. Буда је говорио да ”патња настаје из жеђи за задовољствима, из жеђи за постојањем, из заблуде да се смрћу све окончава.”
Ослобођење од ”жеђи” први је корак на путу ослобођења.

## Будино учење

### Жеђ као услов личности
Према Будином учењу, жеђ је услов настанка личности:
Буда образлаже постанак личности из оне жеђи која се увијек поновно рађа, и везана за страствени ужитак налази задовољство сад ту сад тамо, а то је жеђ сполног нагона, жеђ за постојањем и жеђ за влашћу.— Дамадина
Искорењивање, напуштање, ослобођење од жеђи, води престанку личности.

### Жеђ као услов света
У Будином систему, жеђ има улогу творца, односно "градитеља овог здања", ког је узалуд тражио. Према Будином учењу, жеђ је услов настанка и нестанка света:
А како престаје овај свет? На основу ока и слике настаје свест о виђеном. Кад се ово троје нађе на окупу, настаје контакт. Из контакта као нужног услова настаје осећај. Из осећаја као нужног услова настаје жеђ. Али потпуним искорењивањем и престанком управо те жеђ престаје и гориво. Престанком горива престаје и бивање. Престанком бивања престаје и рођење. Престанком рођења престају старост и смрт, јад, туга, бол, неспокојство и очајање. Тако нестаје читаво то клупко неспокојства и патње. Тако престаје овај свет.
Постоје различите врсте жеђи, за свако од шест чула. На пример, жеђ за предметима ума (dhamma-taṇhā): за разним мислима, маштаријама, менталним сликама, идејама, системима, осећањима, емотивним стањима и слично.

### Уклањање помоћу мудрости
Према Будиним речима, мудрост је као оштрица ножа, којом уклањамо опијеност и пожуду између чула и предмета: